# مریون (ویسکانسین)
مریون، ویسکانسین  (به انگلیسی: Marion) شهری در شهرستان شاوانو واپاکا ایالت ویسکانسین است که در سال ۱۸۹۸ بنیان‌گذاری شده‌است. این شهر طبق سرشماری سال ۲۰۱۰ میلادی ۱٬۲۶۰ نفر جمعیت داشته‌است.

## نگارخانه

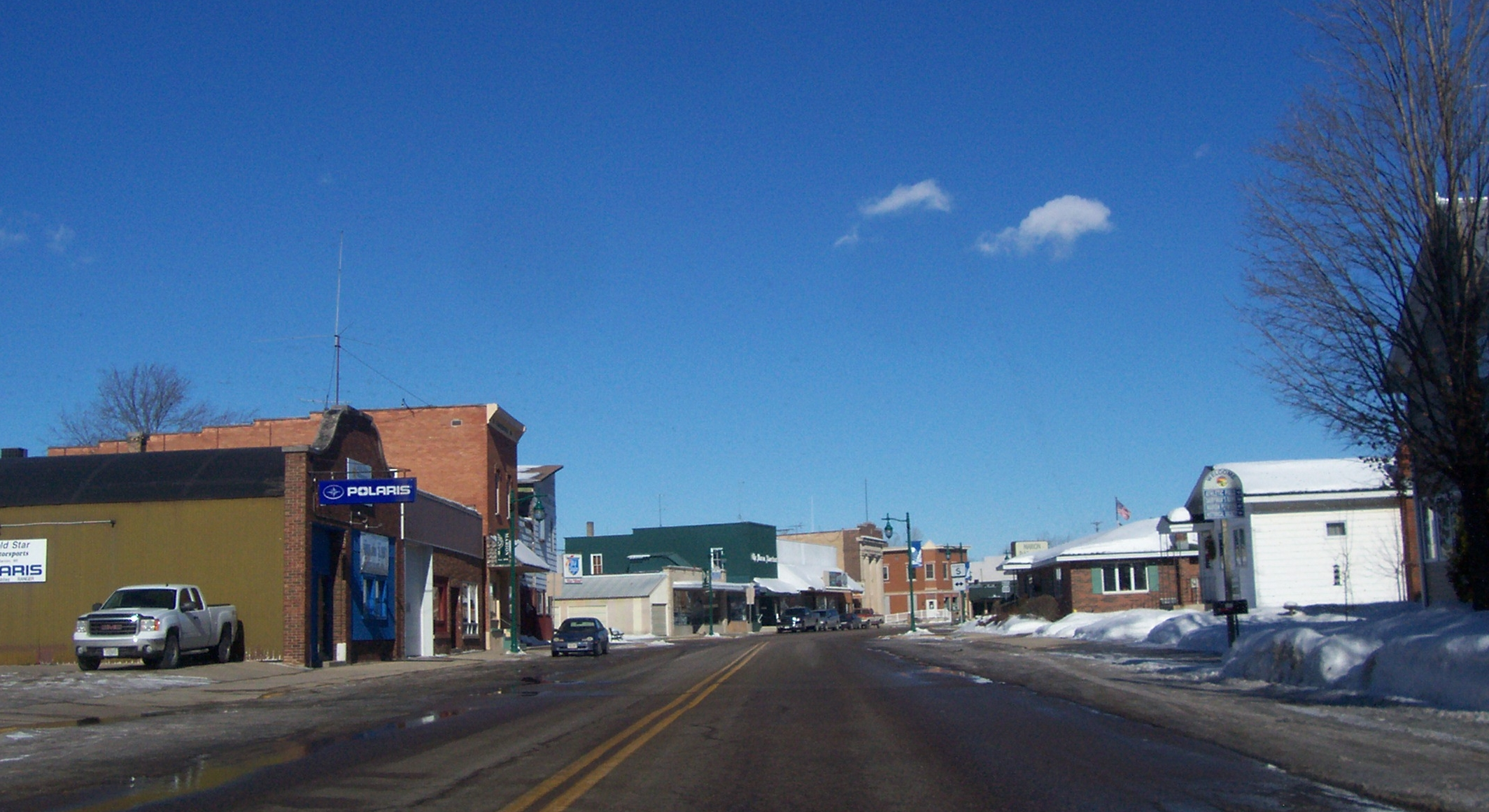
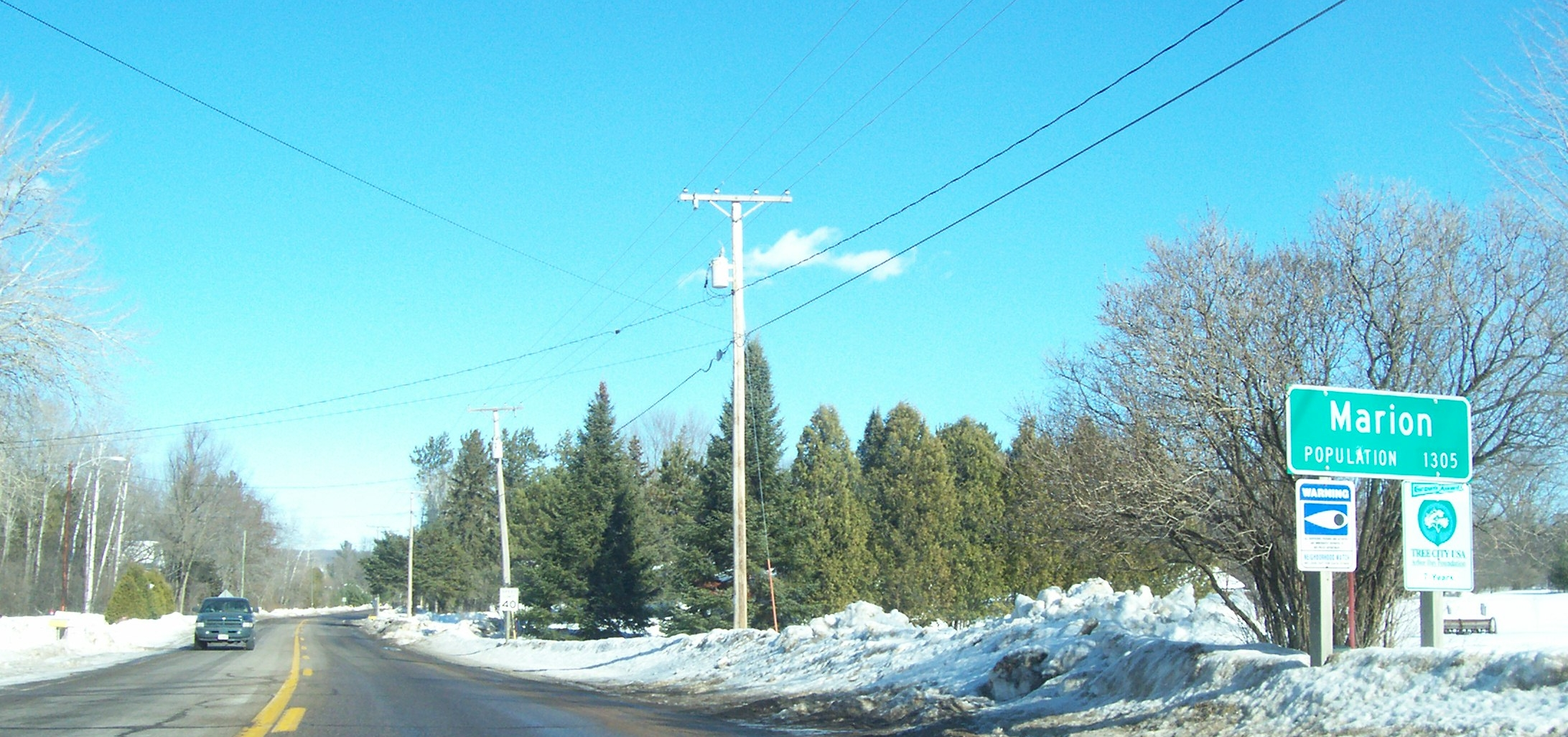
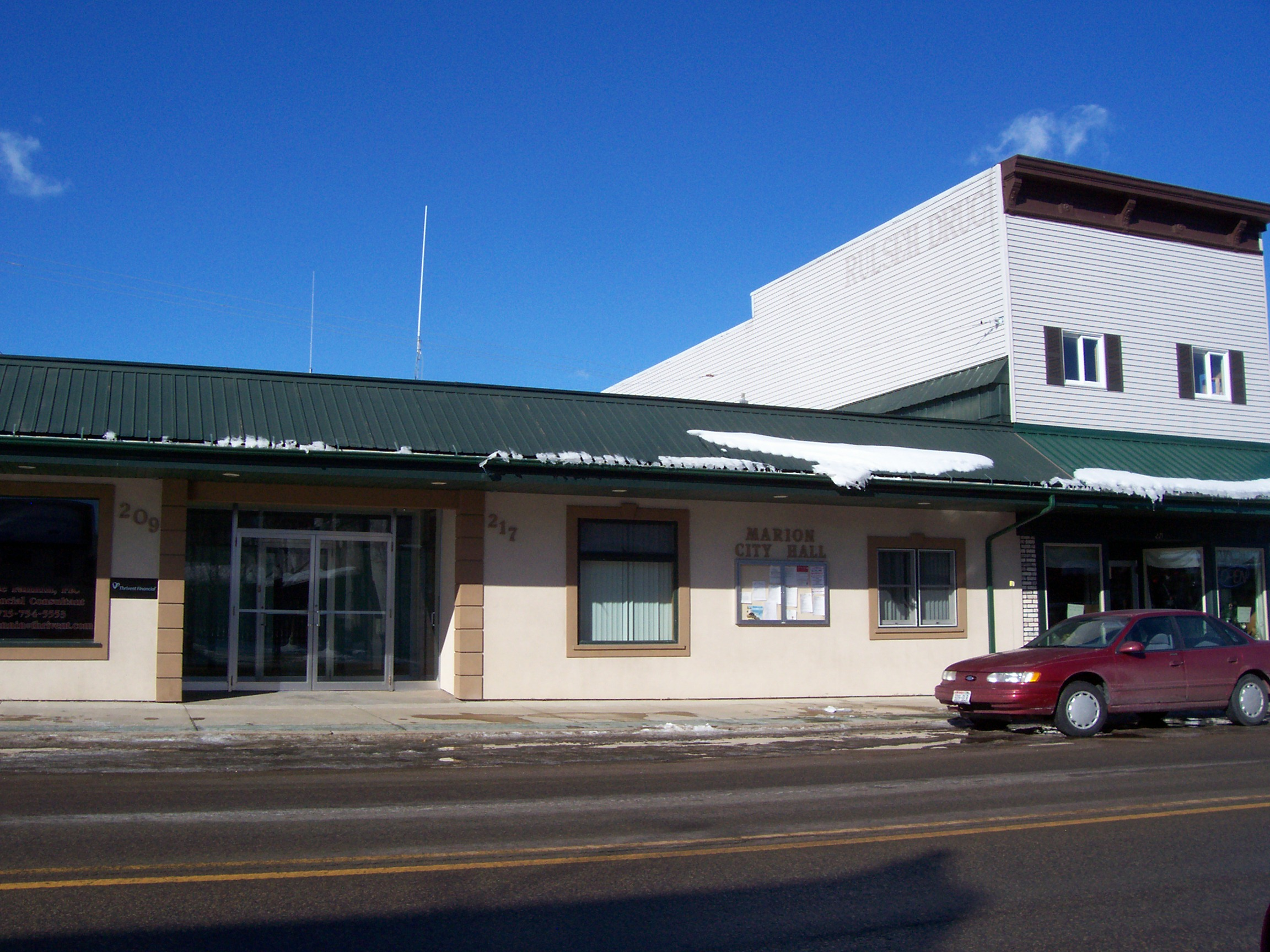
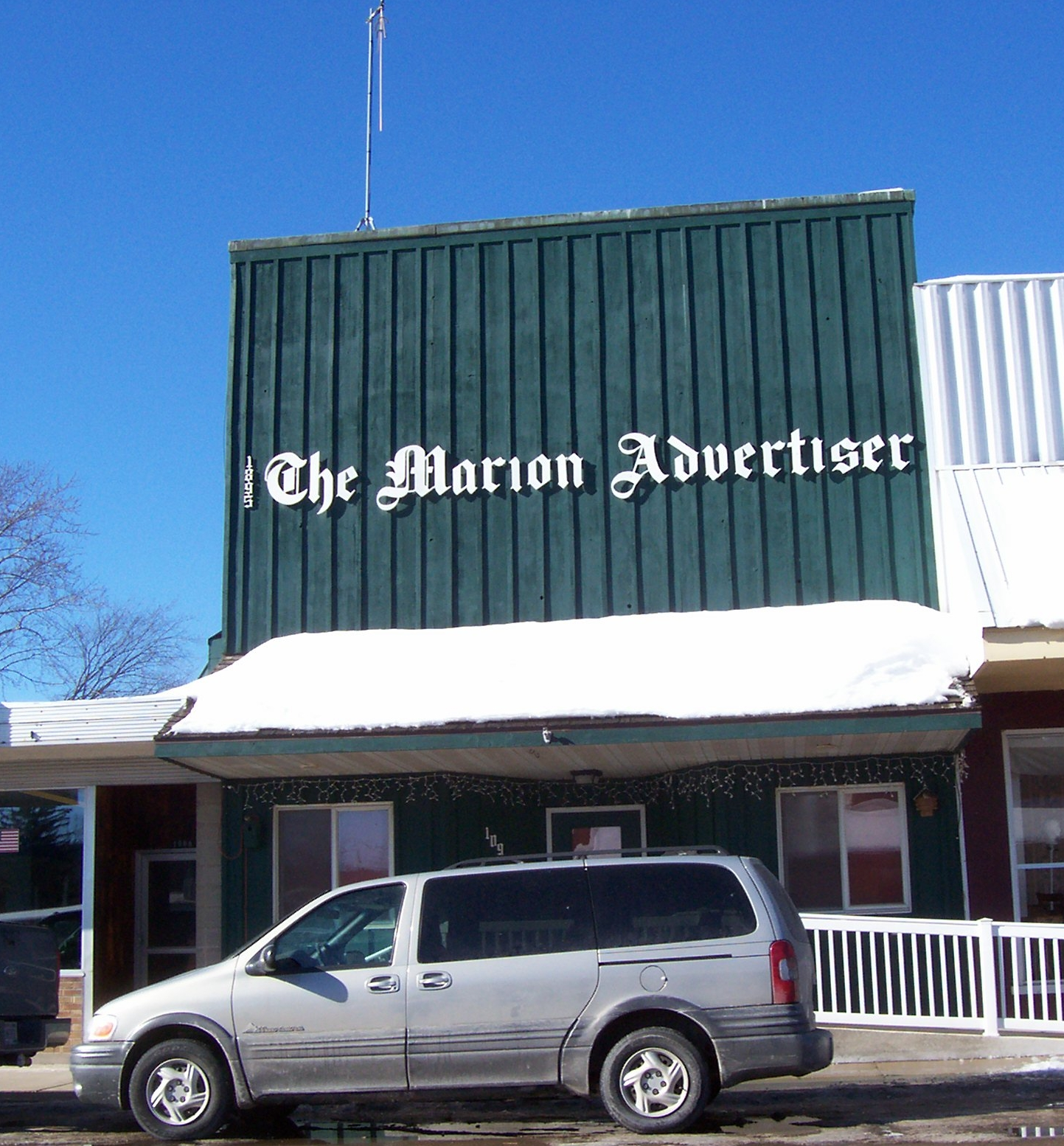
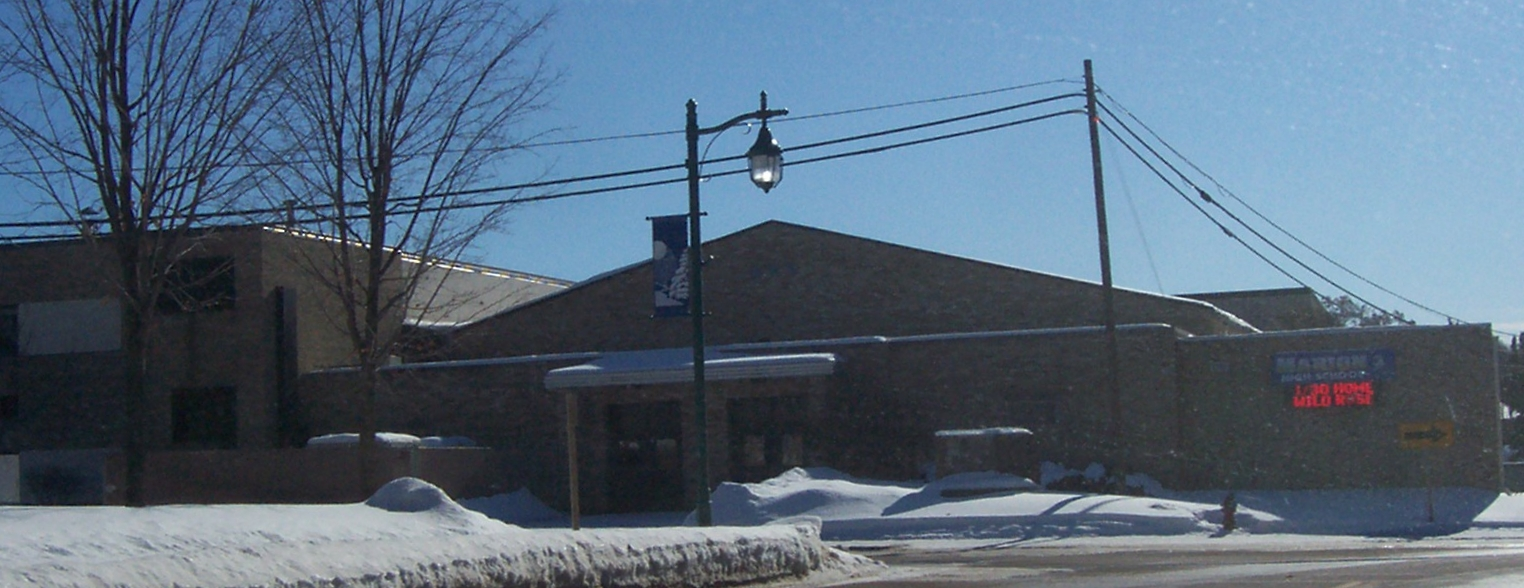
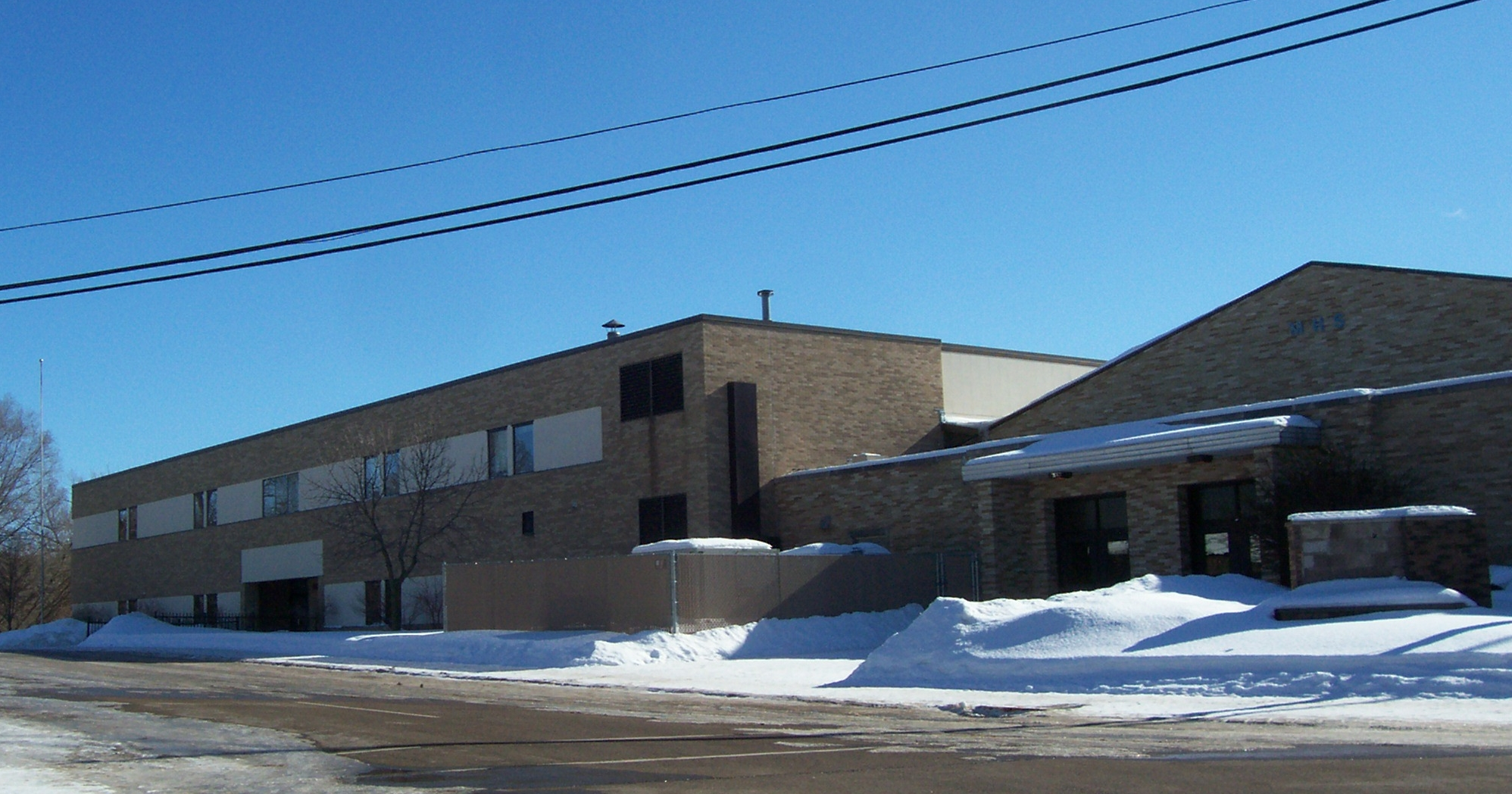
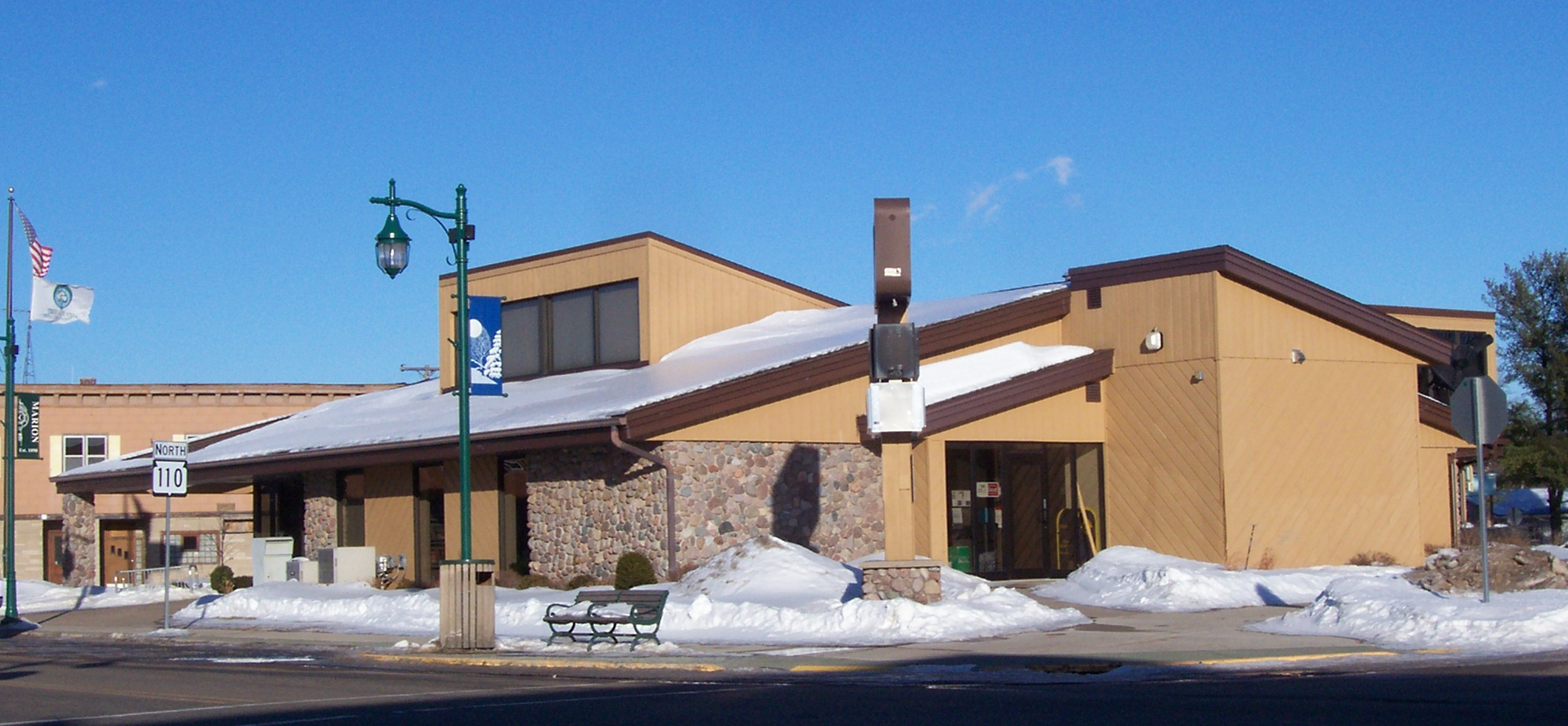